# 牛の個体識別のための情報の管理及び伝達に関する特別措置法
牛の個体識別のための情報の管理及び伝達に関する特別措置法（うしのこたいしきべつのためのじょうほうのかんりおよびでんたつにかんするとくべつそちほう、平成15年6月11日法律第72号）は、牛の個体の識別のための情報の適正な管理および伝達に関する特別の措置を講ずることにより、牛海綿状脳症のまん延を防止するための措置の実施の基礎とするとともに、牛肉に係る当該個体の識別のための情報の提供を促進し、もって畜産およびその関連産業の健全な発展並びに消費者の利益の増進を図ること（同法1条）に関する法律である。「牛肉トレーサビリティ法」とも呼ばれる。

## 構成
- 第一章 総則（第1条・第2条）
- 第二章 牛個体識別台帳（第3条-第7条）
- 第三章 牛の出生等の届出及び耳標の管理（第8条-第13条）
- 第四章 特定牛肉の表示等（第14条-第18条）
- 第五章 雑則（第19条-第22条）
- 第六章 罰則（第23条・第24条）
- 附則